# Bloody Tourists
Bloody Tourists ist das sechste Studioalbum der britischen Rockband 10cc.

## Entstehung und Veröffentlichung
Die Erstveröffentlichung von Bloody Tourists erfolgte am 1. September 1978 bei Mercury Records. Das Album erschien in seiner Originalausführung als LP mit zwölf Titeln (Katalognummer: 6310 504). Im Jahr 1990 erschien es erstmals als CD-Ausführung (Katalognummer: 826 921-2). Am 7. Juli 1997 erschien eine digital remasterte Fassung mit dem Bonustitel Nothing Can Move Me (Katalognummer: 534 973-2). 2008 erschien in Japan eine Neuauflage, die nochmals um die beiden Bonustitel Dreadlock Holiday (Long Version) und For You and I (DJ Edit) erweitert wurde (Katalognummer: UICY-93817).
Geschrieben und produziert wurden die Lieder von den 10cc-Mitgliedern Graham Gouldman, Rick Fenn, Duncan Mackay, Eric Stewart und Stuart Tosh. Während Gouldman und Stewart gemeinsam alle Lieder produzierten, wurden die Lieder in verschiedenen Konstellationen verfasst, wobei das Produzentenduo auch hier für die meisten Titel verantwortlich war. Die anderen drei Mitglieder schrieben je einen Titel mit, so ist Fenn Koautor von Last Night, Mackay von Old Mister Time und Tosh von Reds in My Bed.

## Titelliste
1. Dreadlock Holiday (Graham Gouldman, Eric Stewart) – 4:31
2. For You and I (Gouldman, Stewart) – 5:25
3. Take These Chains (Gouldman, Stewart) – 2:36
4. Shock on the Tube (Don’t Want Love) (Stewart) – 3:48
5. Last Night (Gouldman, Rick Fenn) – 3:20
6. Anonymous Alcoholic (Gouldman, Stewart) – 5:51
7. Reds in My Bed (Stewart, Stuart Tosh) – 4:08
8. Lifeline (Gouldman) – 3:30
9. Tokyo (Stewart) – 4:33
10. Old Mister Time(Duncan Mackay, Stewart) – 4:36
11. From Rochdale to Ocho Rios (Gouldman) – 3:48
12. Everything You've Wanted to Know About!!! (Exclamation Marks) (Stewart) – 4:31

Bonustitel (Remastered Edition)
1. Nothing Can Move – 4:02

Bonustitel (Japanese Reissue)
1. Dreadlock Holiday (Long Version) – 5:01
2. Nothing Can Move – 4:04
3. For You And I (DJ Edit) – 3:51

## Singleauskopplungen
Als Singles wurden Dreadlock Holiday (#1 in Großbritannien im August 1978), Reds in My Bed und For You and I (mit der B-Seite I’m Not in Love) veröffentlicht. For You and I wurde in den USA als 12″-Promo veröffentlicht.

## Besetzung
- Paul Burgess – Schlagzeug, Congas, Glockenspiel, Marimba, Tamburin, Timbales, Triangel, Glocken, Vibraphon
- Rick Fenn – Gitarre, Orgel, Moog, Gesang
- Graham Gouldman – Bass, Gitarre, Piano, Lead-Gesang
- Duncan Mackay – Synthesizer, Klavier, Violine, Keyboard, E-Piano, Gesang
- Eric Stewart – Gitarre, Klavier, Moog-Synthesizer, Orgel, Gesang
- Stuart Tosh – Schlagzeug, Percussion, Tamburin, Glocken, Gesang, Lead-Gesang

## Rezensionen
Donald A. Guarisco von Allmusic schrieb, obwohl das Album einige Hits enthalte, sei es eine „weniger konsistente und eingängige Angelegenheit als sein Vorgänger.“ Die eingefleischten Fans könne es beglücken, der Gelegenheitshörer solle besser ein Greatest-Hits-Album erstehen. Er vergab zwei von fünf Sternen.

## Kommerzieller Erfolg

### Chartplatzierungen
Bloody Tourists avancierte zum Top-10-Erfolg in Neuseeland und den Niederlanden (je Rang 2), Schweden und dem Vereinigten Königreich (je Rang 3) sowie Norwegen (Rang 4).
| ChartsChartplatzierungen       | Höchstplatzierung | Wochen |
| ------------------------------ | ----------------- | ------ |
| Deutschland (GfK)              | 12 (21 Wo.)       | 21     |
| Vereinigte Staaten (Billboard) | 69 (17 Wo.)       | 17     |
| Vereinigtes Königreich (OCC)   | 3 (15 Wo.)        | 15     |

### Auszeichnungen für Musikverkäufe
| Land/Region                  | Auszeichnungen für Musikverkäufe (Land/Region, Auszeichnung, Verkäufe) | Verkäufe |
| ---------------------------- | ---------------------------------------------------------------------- | -------- |
| Dänemark (IFPI)              | Silber                                                                 | 25.000   |
| Kanada (MC)                  | Platin                                                                 | 100.000  |
| Neuseeland (RMNZ)            | Platin                                                                 | 15.000   |
| Niederlande (NVPI)           | Platin                                                                 | 100.000  |
| Norwegen (IFPI)              | Silber                                                                 | 25.000   |
| Vereinigtes Königreich (BPI) | Silber                                                                 | 60.000   |
| Insgesamt                    | 3× Silber · 3× Platin ·                                                | 325.000  |